# Мечеть-мавзолей Баба-ата
Мечеть-мавзолей Баба-ата (каз. Баба ата мешіт-кесенесі) — памятник архитектуры в селе Бабаата Сузакского района Туркестанской области, расположен на левом берегу реки Бабаата. Местное население связывает название памятника с именем проповедника ислама Искак-ата, жившего здесь в XIV веке. Ныне существующее здание построено в XIX веке на месте разрушенной средневековой постройки. В 1982 году мавзолей Баба-ата был включен в список памятников истории и культуры Казахской ССР республиканского значения и взят под охрану государства.

## Архитектура
Здание сложено из квадратного жжёного кирпича на известково-алебастровом растворе. В объёмно-планировочной структуре и общей композиции мавзолея унаследованы принципы построения известного комплекса мавзолея Ходжи Ахмета Ясави в Туркестане. Представляет собой двухкупольное сооружение со ступенчатым по высоте корпусом, выявляющим внутреннюю структуру объёмов и широкой выступающей портальной частью. Доминирующее значение придано объёму мечети, перекрытому сфероконическим куполом на восьмигранном барабане. Главный фасад выделен монументальным порталом, с трёхчетвертными башенками на углах и трёхъярусными простенками пилонов. Продольно-осевая планировочная структура сформирована из зала мечети, усыпальницы с боковой перекрытой коробовым сводом поминальной комнатой и вспомогательными помещениями в теле пилонов. В интерьерах мечети и усыпальницы арочные ниши по осям квадратных в плане помещений и арочные паруса с консольно-ячеистым заполнением. Стены помещений оштукатурены и побелены. Михрабная ниша оформлена филёнками, растительной живописью в технике «кырма» и арабской эпиграфикой.